# Jean Donnay

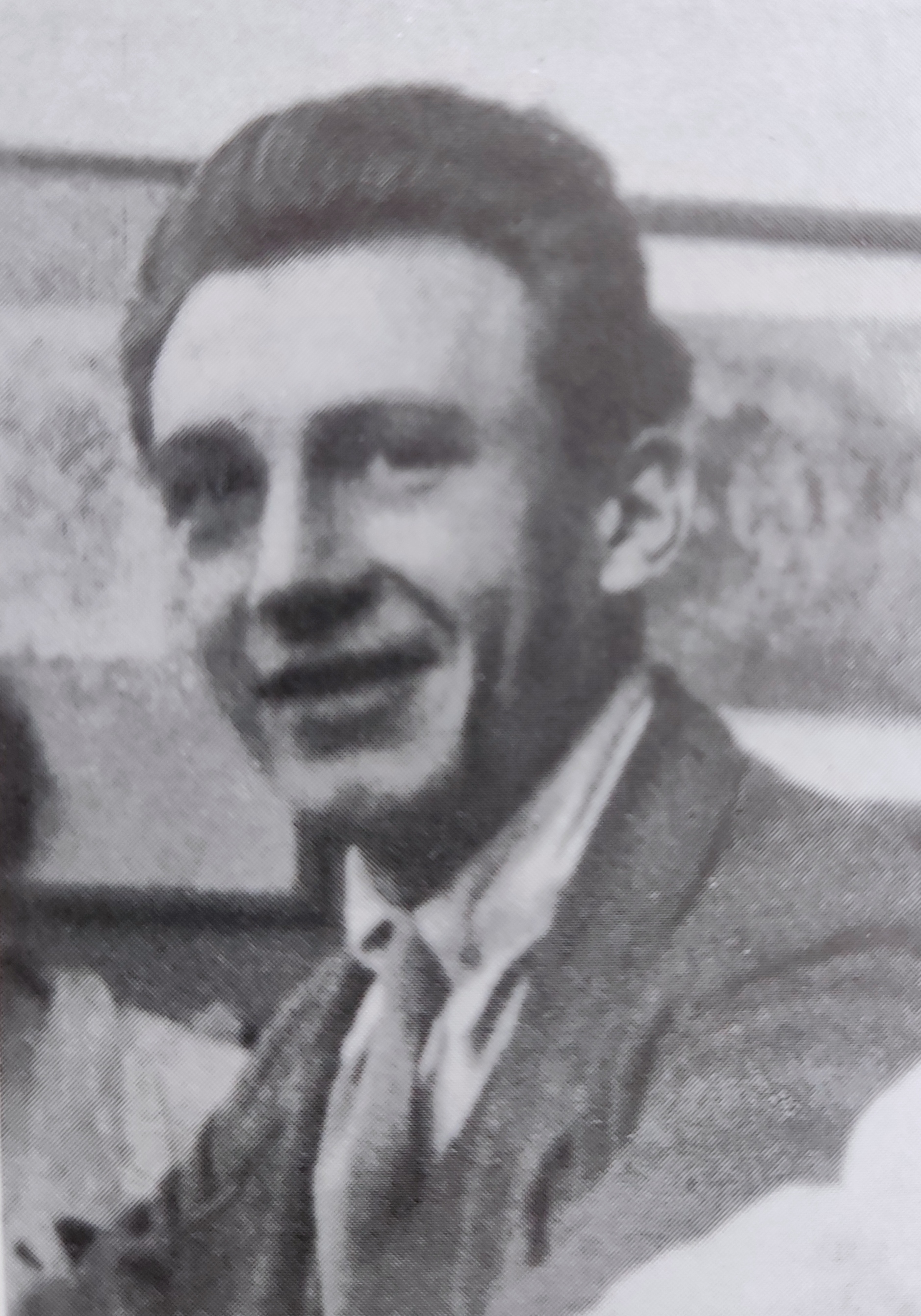
Jean Donnay

Jean Donnay (Cheratte, 31 maart 1897 - aldaar, 31 juli 1992) was een bekende Belgische kunstschilder en etser.

## Biografie
In 1910 begon Donnay zijn studies aan de Académie Royale des Beaux-Arts in Luik, waar hij begeleid werd door Auguste Donnay, Adrien de Witte, François Maréchal, Emile Berchmans en Evariste Carpentier. Hij behaalde in 1920 de Prix Donnay de Peinture : dankzij deze beurs kon hij een trip naar Parijs maken. In 1921 schreef hij zich in voor de cursus etsen die gegeven werd aan de Académie des Beaux-Arts van Luik door François Maréchal.
In 1931 werd Jean Donnay leraar in de gravurekunst aan de Académie Royale des Beaux-Arts. In 1946 werd hij laureaat van de prijs voor gravures van de provincie Luik. Tussen 1950 en 1953 werd hij ernstig ziek en moest stoppen met werken.
In 1961 werd hij directeur van de Académie Royale des Beaux-Arts van Luik, waarbij Georges Comhaire hem opvolgde als docent in het "atelier de gravure". In 1973 werd Jean Donnay lid van de "classe des Beaux-Arts de l'Académie royale de Belgique".
Donnay exposeerde vooral in België en in Parijs, maar ook in de hele wereld: Monza, New York, Berlijn, Praag, Moskou etc. In zijn werk vindt men voorstellingen van zijn geboortedorp Cheratte, van het plateau van Herve, van de Maasvallei en van de regio rond Luik.
- Bibliothèque nationale de France: cb149730264 (data)
- Gemeinsame Normdatei: 12310713X
- International Standard Name Identifier: 0000 0000 1708 1602
- Library of Congress Control Number: no2014073415
- Nederlandse Thesaurus van Auteursnamen: 154405140
- RKD-Nederlands Instituut voor Kunstgeschiedenis: 23760
- Système universitaire de documentation: 094586454
- Union List of Artist Names: 500579451
- Virtual International Authority File: 61822050
- WorldCat: E39PBJf8vpPH6RGQ4bKgycgxjC